# أوقست جيجير
أوقست جيجير (بالإنجليزية: August Geiger)‏ هو مهندس معماري أمريكي، ولد في 2 سبتمبر 1888 في نيو هيفن في الولايات المتحدة، وتوفي في 1968.